# José Cura
José Luis Victor Cura Gómez (Rosario, 5 de diciembre de 1962) es un regista, compositor y cantante de ópera/tenor argentino. Con sus celebradas interpretaciones de Verdi y Puccini así como los clásicos roles franceses, es uno de los artistas contemporáneos especializados en verismo.

## Biografía y carrera

### Inicios

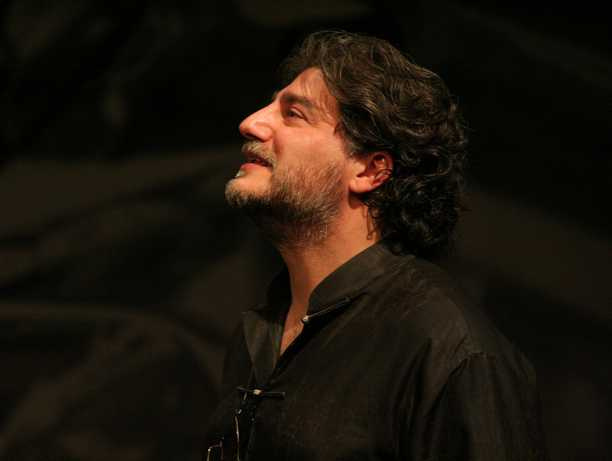
José Cura, durante una representación.

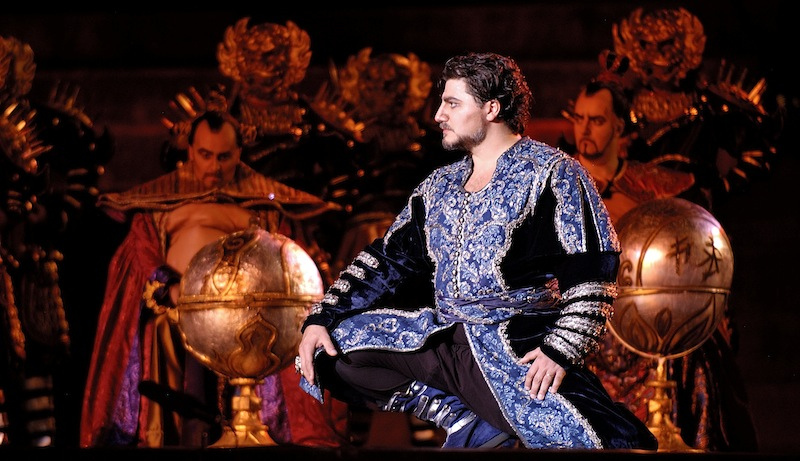
José Cura en su interpretación del príncipe tártaro Calaf, en la ópera Turandot, en el anfiteatro romano Arena de Verona en 2005.

Nació en Rosario el 5 de diciembre de 1962, y comenzó sus estudios musicales aprendiendo guitarra con Juan di Lorenzo.
A los 15 años hizo su debut como director coral. Al año siguiente, comenzó a estudiar composición con Carlos Castro, y piano con Zulma Cabrera. En 1981, ingresa con la más alta calificación, en la Escuela de Música de la UNR para estudiar composición. Al año siguiente es asistente de dirección del coro de la institución.
A los 21 años, gana una beca para estudiar en la escuela de arte del Teatro Colón de Buenos Aires. Allí se desempeña durante varios años en el Coro, mientras perfeccionas sus estudios de composición y dirección orquestal.
En 1988 conoce a Horacio Amauri, quien le enseñó las bases de su técnica de canto.
En 1991, José Cura se radica en Italia, Europa y conoce al tenor Vittorio Terranova, bajo cuyas enseñanzas adquiere su maestría en el estilo de ópera italiana. 
En febrero de 1992 hizo su debut teatral en Verona, interpretando el rol del padre en Pollicino de Henze y en Génova, donde interpretó Le Remendado de Carmen y el Capitano dei ballestrieri en Simón Boccanegra.
En 1994 se trasladó con su familia a París y desde 1999 reside en Madrid, España, y años después logró disponer de la doble nacionalidad argentina y española, por su abuelo materno, oriundo de Soria.

### Hitos

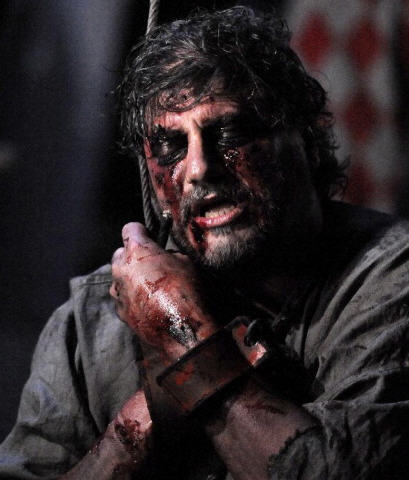
José Cura en su interpretación de Sansón en la ópera Sansón y Dalila, representada en Karlsruhe en 2010.

- 1993 - Signorina Julia de Bibalo, Teatro Verdi, Trieste, Italia; primer rol protagónico
- 1994 - Le Villi de Puccini, Festival del Valle d’Itria, Italia; primera actuación grabada
- 1995 - Stiffelio de Verdi, Covent Garden, Londres, GB; debut teatral
- 1996 - Sansón y Dalila, Covent Garden, London, UK, debut teatral en rol protagónico
- 1996 - Cavalleria Rusticana de Mascagni, Ravenna, Italia; primera actuación televisada
- 1996 - Tosca de Puccini, Ópera Estatal de Viena, Viena, Austria; debut teatral
- 1997 - La Gioconda de Ponchielli, Teatro alla Scala, Milán, Italia; debut teatral
- 1997 - Otello de Verdi, Teatro Regio, Turín, Italia; rol debut, transmisión en vivo
- 1998 - Aida de Verdi, Nuevo Teatro Imperial, Tokio, Japón; Debut teatral y de rol. Temporada inaugural del nuevo teatro y primera vez que una ópera es producida íntegramente en Japón.
- 1998 - Manon Lescaut de Puccini, Teatro alla Scala, Milan, Italia; grabada en video
- 1999 - Cavalleria Rusticana de Mascagni, Metropolitan Opera, Nueva York, USA; Segundo tenor en la historia del Met que hizo su debut en la noche de apertura de temporada (el otro fue Enrico Caruso en 1902)
- 2000 - La Traviata à Paris, filmada en París, Francia, y transmitida en vivo a millones de personas alrededor del mundo.
- 2001 - Pasión por Verdi, Barbican Centre, canta y dirige la London Symphony. Londres, GB; disponible en DVD
- 2001 - Designado Director Principal Invitado de la Orquesta polaca Sinfonia Varsovia.
- 2002 - Crea Cuibar Phono Video (CPV), el sello discográfico de Cuibar Productions, su propia empresa. El mismo año, CPV lanza la 2.º Sinfonía de Rajmáninov con Sinfonia Varsovia.

### Discografía

#### DVD
- Great Composers - Documental 1996 (participó en el capítulo de Puccini)
- Manon Lescaut (Puccini) - 1998 - director: Riccardo Muti
- In passione Domini concerto (Palm Sunday concert) arias de Mozart, Verdi, Bach y Franck - 1999
- Verdi Gala 2001 - director: Zubin Mehta
- A passion for Verdi - 2001 con Daniela Dessì - director: Pier Giorgio Morandi y José Cura
- Il Trovatore (Verdi) - 2002 - director: Carlo Rizzi
- Tosca (Puccini) - 2001 - director: Pier Giorgio Morandi
- Il Trittico (Puccini) - 1998 /1999/ 2000 - director: Riccardo Chailly
- Verdi Gala 2004 - Buon compleanno Maestro Verdi - director: Renato Palumbo
- Andrea Chénier (Giordano) - 2006 - director: Carlo Rizzi
- Otello (Verdi) - 2007 - director: Antoni Ros-Marbà
- La Traviata à Paris (Verdi) - 2007 - director: Zubin Mehta
- Samson et Dalila (Saint Saëns) - 2012 - Regista: José Cura
- Otello (Verdi) - 2016 - Director: Christian Thielemann

#### CD
- Le Villi (Puccini) - 1994 - director: Bruno Aprea
- Iris (Mascagni) - 1996 - director: Gianluigi Gelmetti
- Puccini Arias - 1997 - director: Plácido Domingo
- Anhelo - canciones argentinas - 1997 - director: José Cura
- Samson et Dalila (Saint-Saëns) - 1998 - director: Sir Colin Davis
- Fedora (Giordano) - 1998 - director: Fabrizio Carminati
- Manon Lescaut (Puccini) - 2000 - director: Riccardo Muti
- Verismo - 1999 - director: José Cura
- I Pagliacci (Leoncavallo) - 2000 - director: Riccardo Chailly
- Verdi Arias - 2000 - director: José Cura
- La Traviata a Paris - Soundtrack (Verdi) - 2000 - director: Zubin Mehta
- La Traviata a Paris - Greatest Moments (Verdi) - 2000 - director: Zubin Mehta
- Bravo Cura - Tour collection 2001 - director: Plácido Domingo y José Cura
- Boleros - 2002 - director: Ettore Stratta
- Sinfonía nº2 en re menor op 27 (Rajmáninov) - 2002 - director: José Cura
- Aurora - opera arias - 2002 - director: José Cura
- Artist portrait - 2002
- Songs of love - 2002 - con Ewa Malas-Godlewska
- Love songs & Sinfonía nº 9 del nuevo mundo (Dvořák) - 2003 - director: José Cura
- Tributo a la Reina Batata (Canciones para Niños de 0 a 100...) (María Elena Walsh) - 2009 Grabado, 2020 Publicado - José Cura, Giulio Laguzzi

Participaciones
- Timeless - Sarah Brightman - 1997
- Echo der Stars - 1999
- Great tenors of the century
- Greatest tenors
- Les indispensables de l'opera
- Opera - Best love collection
- Pure voices
- Tenöre!
- The classical love album
- Night at the opera

## Premios y reconocimientos
- 1994 - 1.º Premio Operalia – Competencia Internacional de cantantes Plácido Domingo
- 1997 - Premio Abbiati – Premio de los Críticos Italianos
- 1998 - Orfeo de Oro - Academia del Disco Lírico, Francia
- 1999 - Profesor Honoris Causae – Universidad C.A.E.C.E, Argentina
- 1999 - Ciudadano Ilustre – Ciudad de Rosario, Argentina
- 1999 - ECHO – Deutscher Schallplattenpreis: Sänger des Jahres, Alemania
- 1999 - Premio Konex - Diploma al Mérito - Cantante Masculino
- 2000 - Caballero de la Orden del Cedro, nombrado por el gobierno Libanés
- 2001 - Mejor artista del año, Grup de Liceistes – Barcelona
- 2002 - Premio de la Fundación Ewa Czeszejko – Sochacka, Polonia
- 2003 - Artista del año – Catullus Prize, Italia
- 2004 - Ciudadano de Honor – Ciudad de Vesprem, Hungría
- 2009 - Premio Konex - Diploma al Mérito - Cantante Masculino
- 2010 - Österreicher Kammersänger[81] - Wiener Staatsoper, Austria
- 2011 - Theater prize, for “Deleting borders between East and West” [82] - National Theatre, Slovakia
- 2015 - Mención de Honor “Senador Domingo Faustino Sarmiento” por su obra destinada a mejorar la calidad de vida de sus semejantes, de las instituciones y de sus comunidades [82]
- 2015 - Presidente Onorario [82 - Academia Musicale di Verona, Italia
- 2016 - Máximo galardón de la Federació Catalana de Basquetbol [82] - Barcelona, España
- 2016 - Reconocimiento del Ministerio de Educación de la Ciudad Autónoma de Buenos Aires [82] - Buenos Aires, Argentina.
- 2017 - Premio ONEGIN. San Petersburgo, Rusia.
- 2017 - Profesor Honorario de la Universidad Nacional de Rosario - Rosario, Argentina